# Birán
Birán é um pequeno povoado cubano do município de Mayarí, na província de Holguín. Em 1943, Birán contava com algo mais de quatro mil habitantes.
Este povoado tem uma inusual notoriedade por ser a localidade natal dos irmãos: Fidel Castro,  nascido em 13 de agosto de 1926, e falecido em 25 de novembro de 2016; e Raúl Castro, nascido em 03 de julho de 1931. Ambos nasceram na propriedade rural de seu pai, o galego Ángel Castro Argiz.